# 埃米爾·恩斯特
| 705 Erminia | 1910年10月6日 | MPC |

埃米爾·恩斯特（德語：Emil Ernst，1889年6月6日—1942年6月26日）是一名德國天文學家，也是小行星的發現者。
他於1918年在海德堡大學的王座山天文台完成博士論文。
當時，海德堡的天文台是馬克斯·沃爾夫指導的小行星發現中心。在那裡工作期間，恩斯特發現了小行星705。

## 外部連結
- Emil Ernst, publications at Astrophysics Data System